# Botanischer Garten Kiel

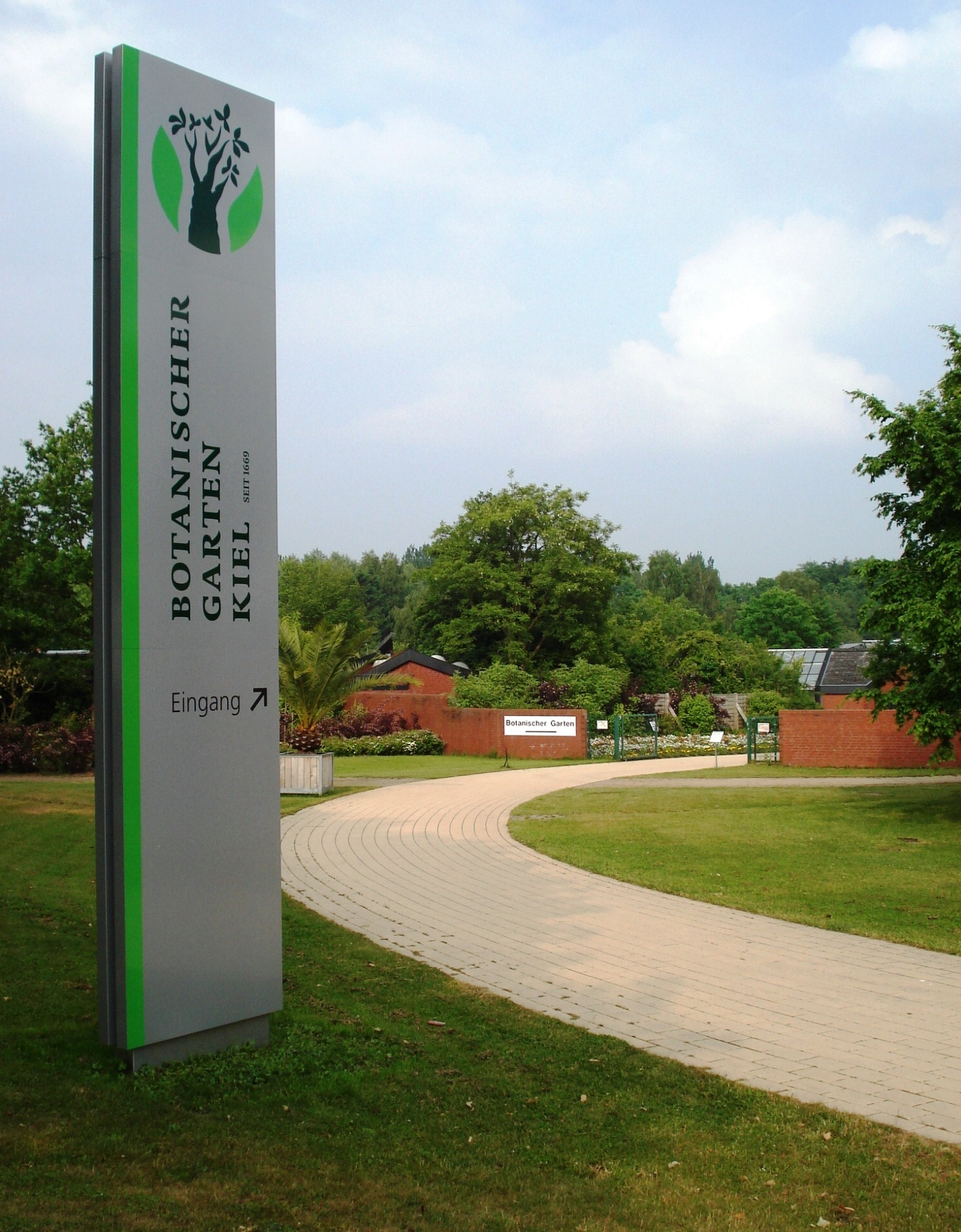
Der Eingangsbereich des Botanischen Gartens Kiel

Der Botanische Garten in Kiel ist eine wissenschaftliche Einrichtung der Christian-Albrechts-Universität zu Kiel. Der erste Vorläufer wurde 1669 gegründet. Der heutige Botanische Garten zeigt auf rund acht Hektar Fläche und in sieben großen Schaugewächshäusern einen Querschnitt der Pflanzenwelt aus aller Welt. Er ist täglich kostenlos (außer bei Sonderausstellungen) ab 9 Uhr für die Allgemeinheit geöffnet.

## Lage
Der Botanische Garten der Christian-Albrechts-Universität zu Kiel liegt am Ende der Leibnizstraße, entlang der Straße „Am Botanischen Garten“. Die nächstgelegene Bushaltestelle heißt „Botanischer Garten“ und ist die Endstation der Linien 81, 60S und 50.

## Geschichte

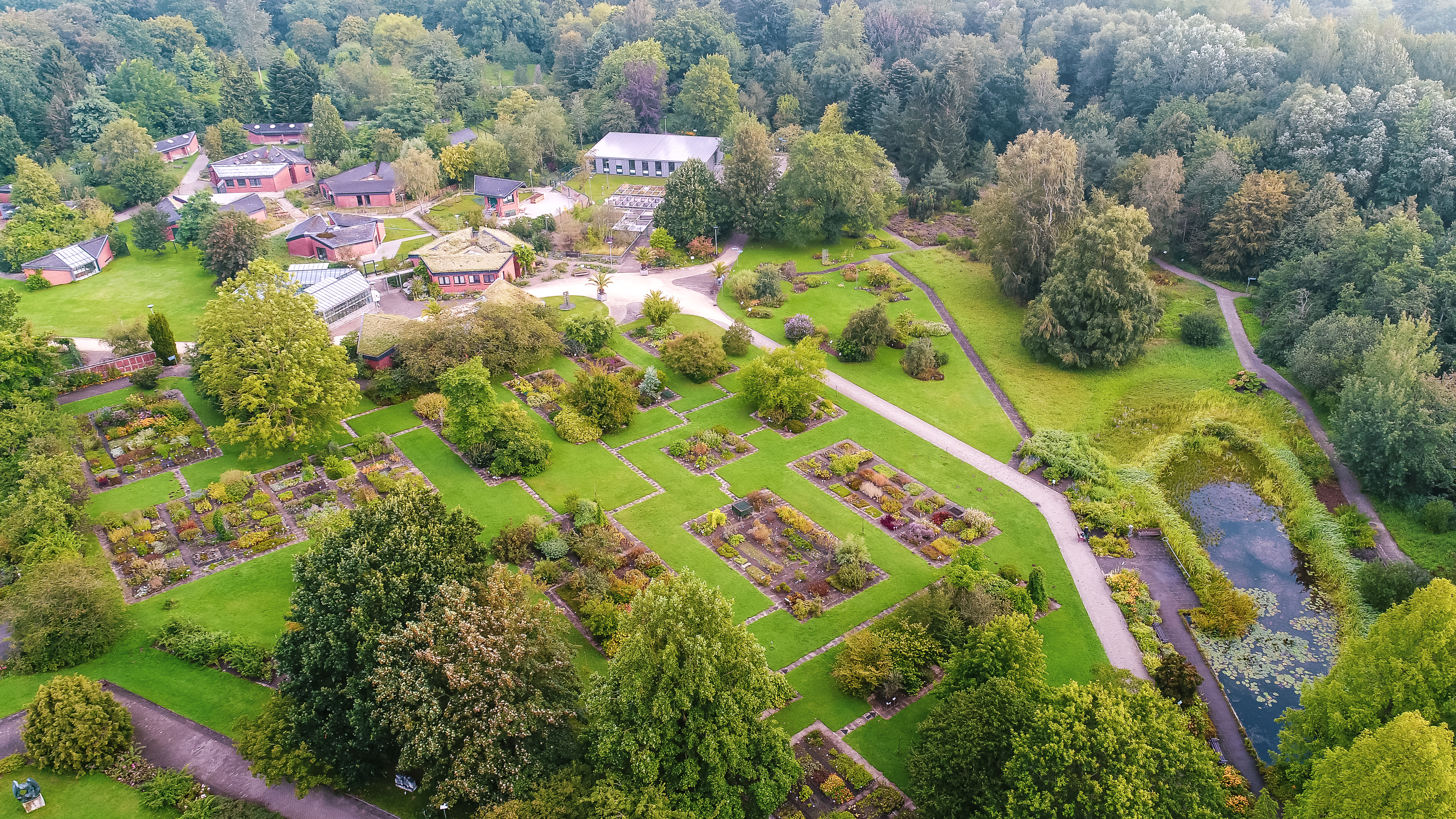
Das Gelände des Botanischen Gartens der CAU Kiel

Vier Jahre nach Gründung der Christian-Albrechts-Universität konnte Johann Daniel Major auf einem Viertel des damaligen Schlossgartens an der Kieler Förde einen hortus botanicus anlegen, den er als Demonstrations- und Anzuchtsgarten für die medizinische Ausbildung benötigte. Ein Modell dieses Gartens befindet sich heute hinter den Gewächshäusern. Ab 1727 war der Botanische Garten in Kiel am Kloster in der heutigen Falckstraße untergebracht, wo er jedoch nicht mehr der Öffentlichkeit zur Verfügung stand, sondern als Anzuchtsfläche für Heilpflanzen genutzt wurde. Der Mediziner und Arzt Georg Heinrich Weber legte an seinem zunächst privat errichteten, dann aber von der Universität übernommenen Akademischen Krankenhaus 1802 den dritten Botanischen Garten in Kiel an. Erstmals lassen sich nun Gewächshäuser nachweisen, in denen unter anderem Sukkulenten aus Südafrika gehalten wurden.
Ab 1873 wurde ein vierter Standort, nördlich des ersten und wieder in der Endmoränenlandschaft an der Kieler Förde, umgestaltet. Hier entstand durch die Planung von Adolf Engler der erste nach rein pflanzengeographischen Gesichtspunkten angelegte botanische Garten der Welt. Die hier aufgebauten Gewächshäuser waren zeitweise zumindest an Sonntagen für die Allgemeinheit zugänglich. Dieser Standort wurde mit der Umgestaltung der Universität zu einer Campus-Universität ab 1975 aufgelöst. Zu den Direktoren des Botanischen Gartens Kiel gehörte der 1912 in Köln geborenen, auch dem Botanischen Institut vorstehende Wilhelm Halbsguth (ab 1966 ordentlicher Professor für Botanik in Kiel) 1978 war der Umzug der Pflanzen an den nunmehr fünften Standort zwischen Leibnizstraße und Olof-Palme-Damm abgeschlossen. Der vierte Standort ist als Alter Botanischer Garten Kiel erhalten. Bis 1985 war der Aufbau der großen Schaugewächshausanlage in mehreren Bauabschnitten fertiggestellt, so dass der Garten seit dem 6. Juni 1985 sowohl den Studierenden und Lehrenden als auch fortdauernd der Allgemeinheit zugänglich ist.

## Pflanzensammlungen

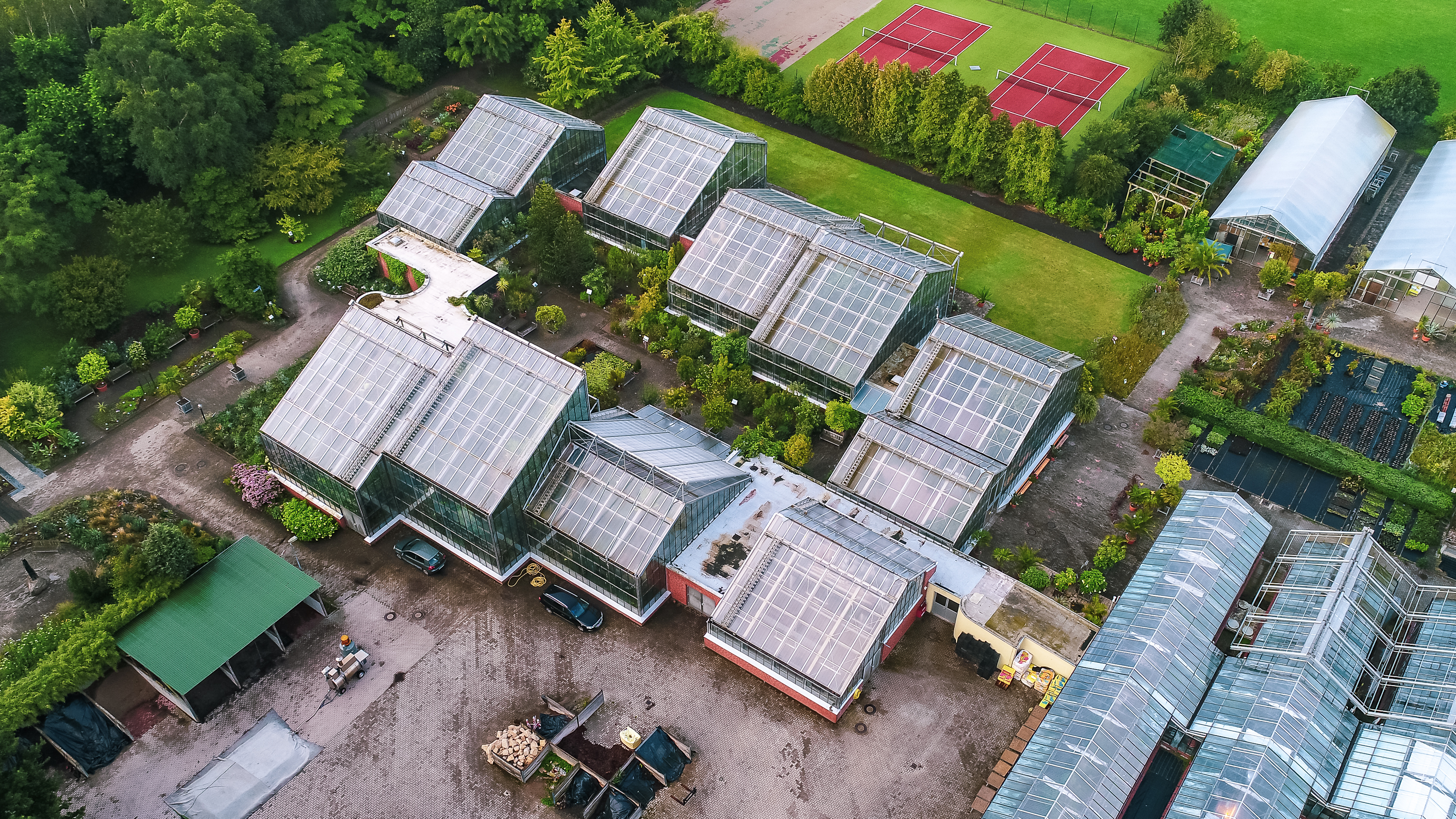
Die Schaugewächshäuser des Botanischen Gartens der CAU

Im Botanischen Garten Kiel sind rund 14.000 Pflanzenarten in Kultur. Das ermöglicht einen guten Überblick über die wichtigsten Pflanzenfamilien der Welt, die Evolution der Pflanzenarten und die pflanzengeographischen Zusammenhänge. Die Ordnung der Pflanzen folgt ökologischen und pflanzengeographischen Grundsätzen. In drei Arboreten sind gehölzdominierte Pflanzengemeinschaften Amerikas, Asiens und Europas ausgepflanzt, die durch die im jeweiligen Herkunftsgebiet vorherrschenden Stauden und krautigen Arten ergänzt werden. Die für Norddeutschland wichtigen Lebensräume werden in sogenannten Lehrbiotopen dargestellt. Dazu gehören Düne, Heide, Moor, Erlenbruch, Teichwiesen und in vergleichender Ergänzung die mediterranen Landschaftstypen Garigue, Macchie, austrocknender Bachlauf und Segetalflora.
Morphologische und ökologische Gruppen sind die ausbreitungs- und blütenbiologischen Abteilungen. In der großen systematischen Abteilung sind über 800 Pflanzenarten nach Gattungs-, Familien- und Ordnungszugehörigkeit ausgepflanzt, so dass die Besucher einen Einblick in die verwandtschaftlichen Verhältnisse und die diesen zugrunde liegenden Merkmale erhalten. Ergänzend dazu gibt es seit 2007 einen „Garten für Linné“, der die Anfänge der Systematik anschaulich darstellt und mit der Benennung von Pflanzenarten vertraut macht.
Die gartengeschichtlich bedeutsamen Rosen sind in einem Rosarium zusammengefasst. Im Arzneigarten sind heilkundlich wirksame Pflanzen dargestellt. Eine besondere Attraktion ist das Alpinum, ein großer Steingarten, der den Hochgebirgspflanzen aus aller Welt vorbehalten ist. Von den nordamerikanischen Rocky Mountains über andine Gewächse, die europäischen Gebirgszüge und den Kaukasus bis zum Himalaya und dem Tian Shan bis hinab nach Südafrika und nach Neuseeland sind viele Hunderte Arten in natürlich anmutender Weise ausgepflanzt.

## Besondere Pflanzen

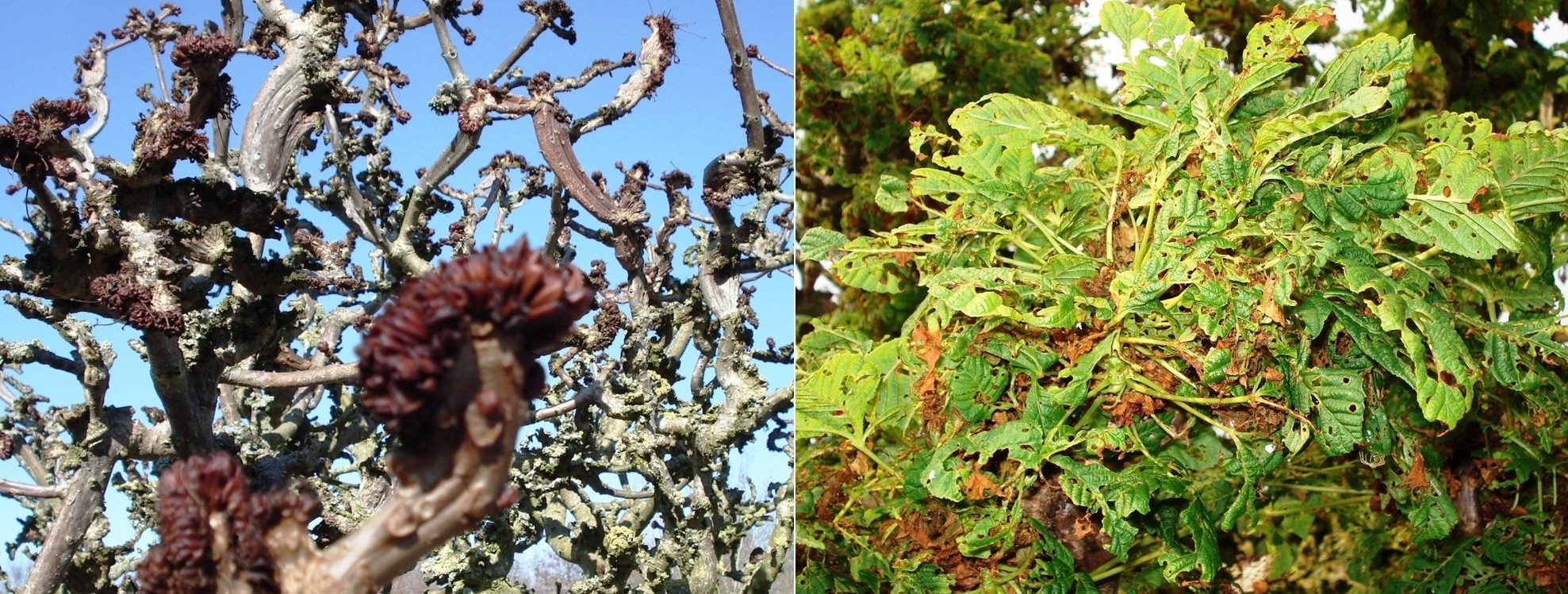
Aesculus hippocastanum 'Monstrosa' („Bänder-Rosskastanie“), unbelaubte und belaubte Zweige

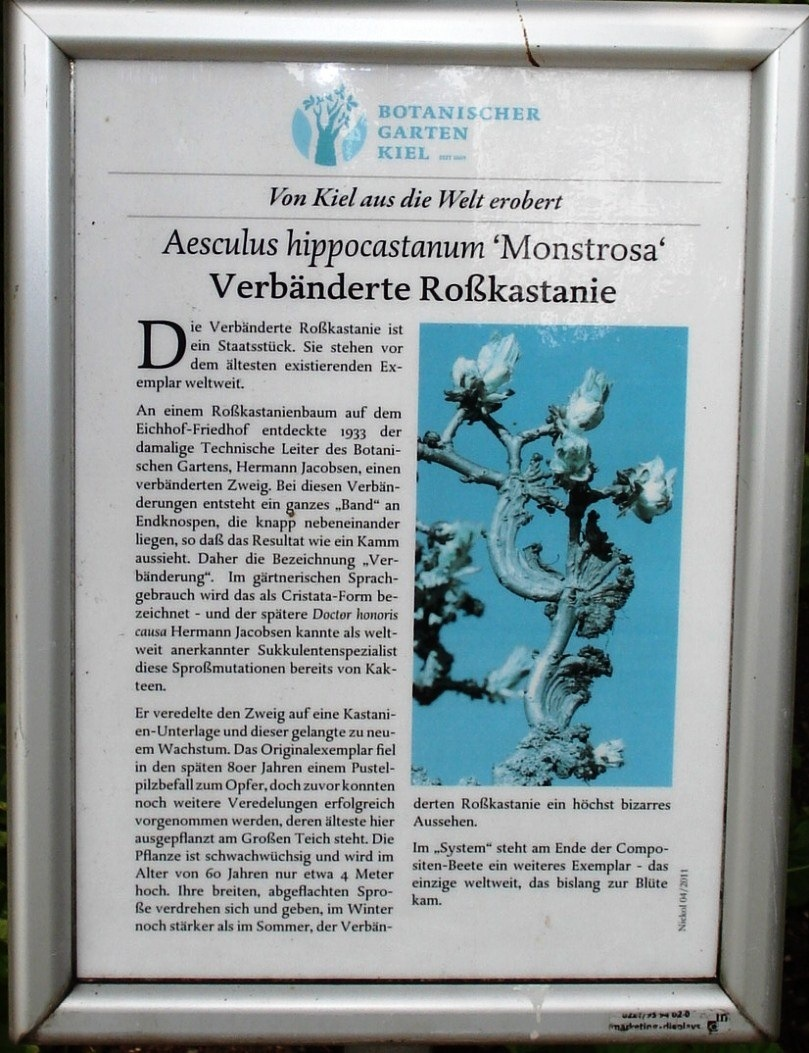
Informationstafel zu Aesculus hippocastanum 'Monstrosa' (auch „Monster-Kastanie“ genannt)

Kiel hat den nördlichsten botanischen Garten der Bundesrepublik Deutschland. Begünstigt durch die Lage an der Ostsee weist er allerdings ein für Pflanzen günstiges Klima auf, das lediglich durch späte Frosttage im Frühling beeinträchtigt wird. Es gelingt, Feigen, Bananen und Palmen ganzjährig ausgepflanzt zu lassen. Im Freiland des Botanischen Gartens Kiel wachsen der Riesenmammutbaum, der Küstenmammutbaum und der Urweltmammutbaum, das Mammutblatt und solche Besonderheiten wie der Taschentuchbaum mit seinen beiden Unterarten, seltene Nadelgehölze Asiens und auch die 1994 entdeckte Wollemie. Zu den ältesten Pflanzen in dem artenreichen Garten gehört der Butterbaum Cyphostemma currorii, der im Aridhaus Afrika zu sehen ist. Die Welwitschie (Welwitschia mirabilis) zu seinen Füßen hat von 1972 bis 2008 alljährlich ihren Beitrag zum Arterhalt durch Samenansatz aufgrund von Handbestäubung erbracht. Die größte Seerose der Welt, Victoria, wird im Botanischen Garten Kiel als große Besonderheit auch über den Winter hindurch kultiviert und blüht meist schon im Januar. Im März 2012 konnte erstmals eine Titanenwurz während der Blüte betrachtet werden. 2018 fand sogar eine doppelte Blüte statt.
Im Botanischen Garten Kiel befindet sich das weltweit älteste (ca. 3 Meter hohe) Exemplar der „Bänder-Rosskastanie“ („Monster-Kastanie“) (Aesculus hippocastanum 'Monstrosa'), einer Mutation der Rosskastanie, die knorrig, verbändert und sehr langsam wächst. Die Mutation wurde 1933 von dem Leiter des Botanischen Gartens Kiel Hermann Jacobsen auf dem Parkfriedhof Eichhof in Kiel entdeckt und kultiviert.

## Gewächshäuser
Sieben Schaugewächshäuser bilden eine der größten öffentlich zugänglichen Gewächshausanlagen Norddeutschlands:
- das Tropenhaus mit vielen Nutzpflanzen
- ein Nebelwaldhaus, das von Farnpflanzen dominiert ist
- das Mediterranhaus, in dem Pflanzen aus dem Mittelmeergebiet, aus Australien, Neuguinea, Neuseeland und Chile zu finden sind
- das Subtropenhaus mit Orangenbäumen, der Flora der atlantischen Inseln (Kapverden, Kanarische Inseln, Madeira und anderen) und zahlreichen Nutzpflanzen
- das Aridhaus Amerika, in dem eine umfangreiche Kakteensammlung zu bewundern ist
- das Aridhaus Afrika, das den Lebenden Steinen und anderen Mittagsblumengewächsen, Aloen und vielen weiteren sukkulenten Pflanzen Afrikas gewidmet ist
- das Victoria-Haus, in dem in feuchter Atmosphäre Mangrovenpflanzen und Wasserpflanzen, darunter die größte Seerose der Welt, gedeihen.

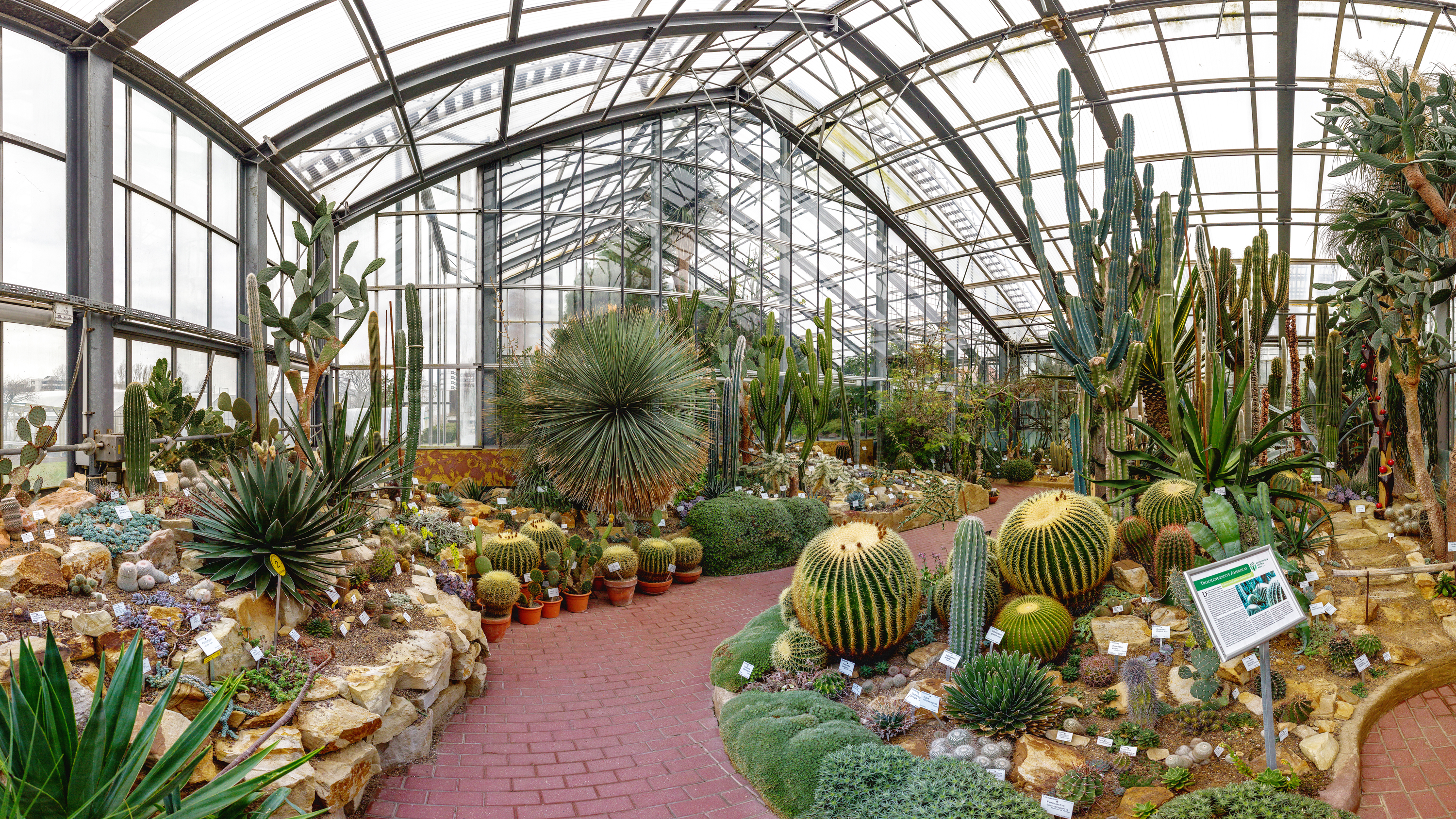
Das Schaugewächshaus „Aridhaus Amerika“ ist den Pflanzen aus den Trockenregionen Nord-, Mittel- und Südamerikas, insbesondere den Halbwüsten und Wüsten, gewidmet.
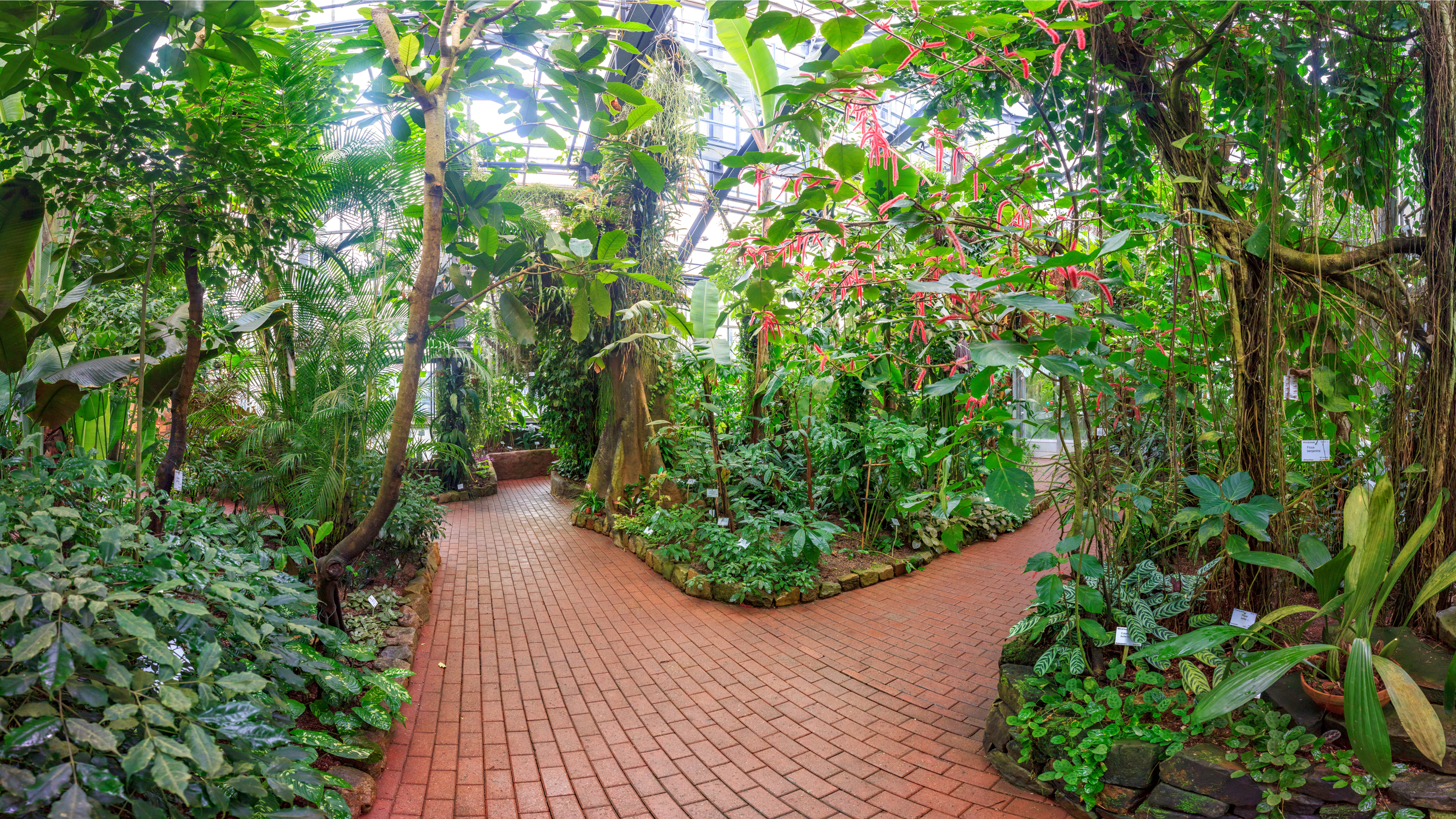
Das Schaugewächshaus „Tropenhaus“ beheimatet Tropenpflanzen aus Afrika, Mittel- und Südamerika und Asien.

## Kunst im Garten
Im Botanischen Garten Kiel sind Werke zeitgenössischer Künstler aus Norddeutschland aus dem Besitz des Freundeskreises Neuer Botanischer Garten oder als Leihgaben zu sehen. Hervorgegangen ist diese Sammlung aus dem über zehn Jahre abgehaltenen Skulpturensommer, der 2006 durch jährliche Kunstausstellungen im März/April in den Schaugewächshäusern abgelöst wurde.

## Forschungswerkstatt
Die Kieler Forschungswerkstatt wurde 2012 als gemeinsame Einrichtung der Universität Kiel und des Leibniz-Instituts für Pädagogik der Naturwissenschaften und Mathematik gegründet. Die Forschungswerkstatt befindet sich im Botanischen Garten Kiel. In zwölf  verschiedenen Themenlaboren können Schüler, Lehrer und Lehramtsstudierende wissenschaftliche Fragestellungen bearbeiten – beispielsweise aus den Meeres- und Nanowissenschaften oder der Archäologie. Die Kieler Forschungswerkstatt erhielt 2020 für das EU-Projekt „Marine Mammals Science Education“ den ASCOBANS Outreach and Education Award.